# Сюй Жунмао
Сюй Жунмао (англ. Xu Rongmao, англ. Hui Wing Mau, кит. трад. 許榮茂, спр. 许荣茂; нар. 1950) — китайський підприємець, засновник компанії Shimao Property Holdings — найбільшої будівельної компанії Шанхаю, власник Shimao Group.

## Біографія
Сюй Жунмао народився і виріс у провінції Фуцзянь. Він був старшим з восьми дітей. Після закінчення школи, під час Культурної революції в Китаї його направили в село для роботи лікарем. У 1970-х Сюй Жунмао емігрував до Гонконгу і працював на текстильній фабриці.
У 1988 році Сюй Жунмао обіцяє вкласти 1,2 мільярда юанів у створення трикотажного виробництва в рідному місті, однак замість цього будує готель, хоча приватні готелі в той момент в КНР були заборонені. Однак до закінчення будівництва політика уряду змінюється, і приватне володіння готелями стає можливим. Так Сюй Жунмао стає власником першого в КНР приватного тризіркового готелю. Після цього він починає інвестувати в житлове будівництво і створення курортів в провінції Фуцзянь.
У 1990-ті роки, буквально напередодні зростання цін, його бізнес розширюється в Пекін і Шанхай.
У 2000-ні роки Сюй Жунмао збільшує компанію шляхом придбання публічних компаній. Так з'являються компанії Shimao Holdings, Shimao International і Shimao Property.
14 вересня 2008 повідомлялося, що Сюй Жунмао зацікавлений у придбанні англійського футбольного клубу «Ньюкасл Юнайтед».